# مادوکا اوکویه
مهدی پرستش (؛ زادهٔ ایران شهر شیراز)
از باشگاه‌هایی که در آن بازی کرده‌است می‌توان به پرسپولیس شیراز اشاره کرد.
مهدی پرستش در تیم های شهید وفایی شیراز لیگ یک کشور بهمن شیراز لیگ برتر کشور و پرسپولیس شیراز در لیگ دسته سوم کشور حاضر بوده